# Gornji Javoranj
Gornji Javoranj es una localidad de Croacia situada en el municipio de Dvor, en el condado de Sisak-Moslavina. Según el censo de 2021, tiene una población de 25 habitantes.